# Learning to Fly
Learning to Fly ist das zweite Stück auf dem Pink-Floyd-Album A Momentary Lapse of Reason. Das Stück wurde als erste Single im September 1987 veröffentlicht.

## Hintergrund
Das Stück wurde hauptsächlich von David Gilmour geschrieben, der dies aus einer Demoaufnahme von Jon Carin aus dem Jahr 1986 entwickelte. Der auffällige Rhythmus-Teil am Anfang des Stückes war schon auf der Demoaufnahme vorhanden und Carin gab dazu an, dass die Melodie von Steve Jansen oder Yukihiro Takahashi beeinflusst ist.
Der Text des Stückes beschreibt Gilmours Gedanken über das Fliegen, was er auch als Hobby-Pilot betreibt. Gleichzeitig ist der Text eine Metapher für einen Neubeginn oder eine starke Veränderung in einem Leben. Dabei war auch der Neustart der Band Pink Floyd gemeint, die mit dem aktuellen Album ohne Roger Waters weitermachte.
Das Stück wurde regelmäßig auf den beiden Touren nach Roger Waters’ Ausstieg aus der Band aufgeführt. Live-Aufnahmen wurden auf den Alben Delicate Sound of Thunder und Pulse veröffentlicht.
Das Video zum Song wurde bei den MTV Video Music Awards 1988 mit einem Award in der Kategorie Best Concept Video ausgezeichnet.

## Besetzung
Pink Floyd
- David Gilmour – Gitarre, Gesang
- Nick Mason – Schlagzeug, Gesprochene Worte

Zusätzliche Musiker
- Richard Wright – Keyboard
- Jon Carin – Keyboard
- Steve Forman – Percussion
- Tony Levin – Bass
- Darlene Koldenhaven, Carmen Twillie, Phyllis St. James, Donnie Gerrard – Background-Gesang

## Kommerzieller Erfolg

### Chartplatzierungen
| ChartsChartplatzierungen       | Höchstplatzierung | Wochen |
| ------------------------------ | ----------------- | ------ |
| Deutschland (GfK)              | 71 (2 Wo.)        | 2      |
| Vereinigte Staaten (Billboard) | 70 (8 Wo.)        | 8      |

### Auszeichnungen für Musikverkäufe
| Land/Region       | Auszeichnungen für Musikverkäufe (Land/Region, Auszeichnung, Verkäufe) | Verkäufe |
| ----------------- | ---------------------------------------------------------------------- | -------- |
| Neuseeland (RMNZ) | Platin                                                                 | 30.000   |
| Insgesamt         | 1× Platin ·                                                            | 30.000   |

Hauptartikel: Pink Floyd/Auszeichnungen für Musikverkäufe